# Tetra Laval
Tetra Laval International S.A. er et multinationalt schweizisk industriselskab. Det har svensk oprindelse men har hovedkvarter i Pully, Schweiz, hvor det blev etableret i 1993. Koncernens beskæftiger sig med emballage, forarbejdning og fødevarer.
De væsentligste datterselskaber er: Tetra Pak, DeLaval og Sidel.

## Medarbejdertal og omsætning
Antal medarbejdere i 2019:
| Tetra Pak         | 25.488 |
| Sidel             | 5.487  |
| DeLaval           | 4.637  |
| Other             | 270    |
| Tetra Laval Group | 35.882 |

Salgstal 2019 (mio. €):
| Tetra Pak         | 11.220 |
| Sidel             | 1.415  |
| DeLaval           | 1.010  |
| Other             | 0      |
| Tetra Laval Group | 13.635 |